# IHeartRadio Music Award para Canção do Ano
O iHeartRadio Music Award para Canção do Ano é um prêmio concedido no iHeartRadio Music Awards anualmente. Foi apresentado pela primeira vez na primeira edição da premiação em 2014 e vencido por Rihanna por sua canção "Stay".

## Vencedores e indicados
| Ano  | Vencedor(a)                                   | Indicados | Ref.   |
| ---- | --------------------------------------------- | --- | ------ |

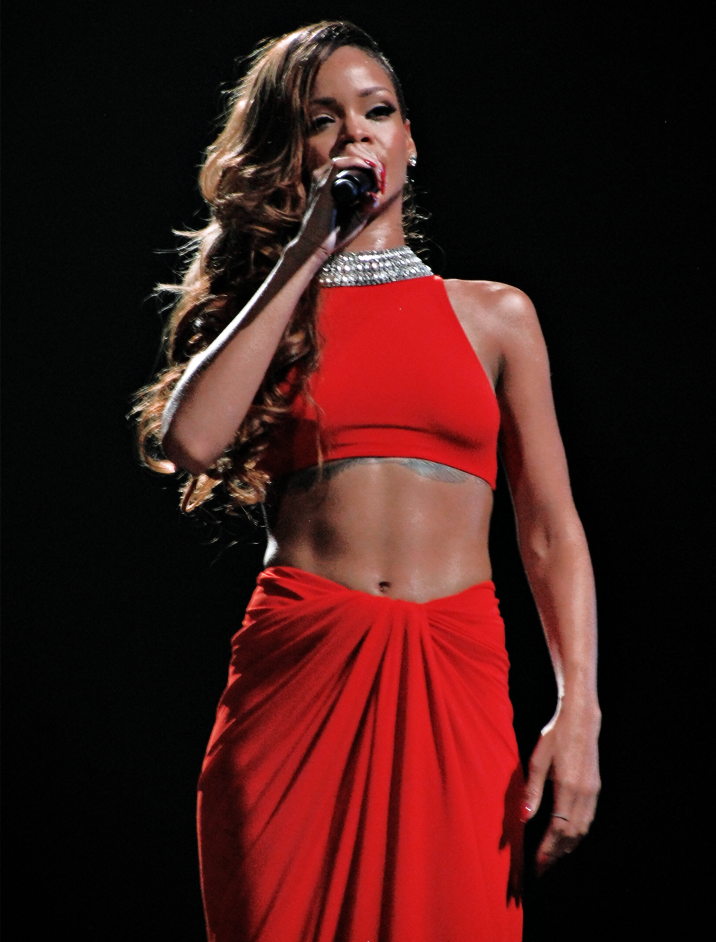
Rihanna, vencedora inaugural

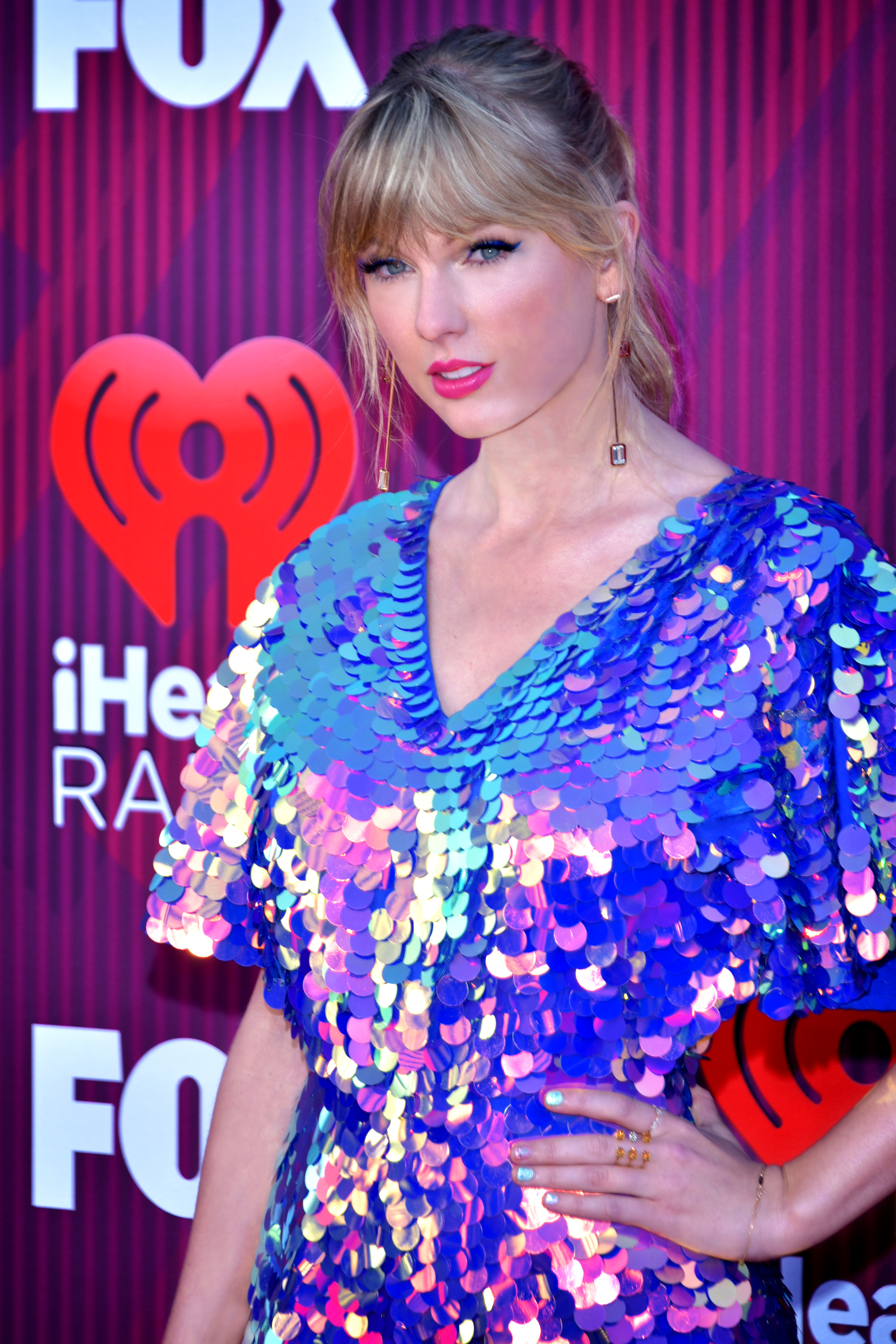
Taylor Swift venceu o prêmio duas vezes (2015 e 2023).

| 2014 | "Stay" – Rihanna com part. de Mikky Ekko      | - "Hold On, We're Going Home" – Drake com part. de Majid Jordan - "Mirrors" – Justin Timberlake - "Radioactive" – Imagine Dragons - "The Monster" – Eminem com part. de Rihanna | [ 1 ]  |
| 2015 | "Shake It Off" – Taylor Swift                 | - "All About That Bass" – Meghan Trainor - "All of Me" – John Legend - "Happy" – Pharrell Williams - "Stay with Me" – Sam Smith | [ 2 ]  |
| 2016 | "Hello" – Adele                               | - "Blank Space" – Taylor Swift - "Can't Feel My Face" – The Weeknd - "Shut Up and Dance" – Walk the Moon - "Uptown Funk" – Mark Ronson com part. de Bruno Mars | [ 3 ]  |
| 2017 | "Can't Stop the Feeling!" – Justin Timberlake | - "Cheap Thrills" – Sia com part. de Sean Paul - "Closer" – The Chainsmokers com part. de Halsey - "One Dance" – Drake com part. de Wizkid and Kyla - "Stressed Out" – Twenty One Pilots | [ 4 ]  |
| 2018 | "Shape of You" – Ed Sheeran                   | - "Despacito" – Luis Fonsi and Daddy Yankee com part. de Justin Bieber - "Something Just like This" – The Chainsmokers and Coldplay - "That's What I Like" – Bruno Mars - "Wild Thoughts" – DJ Khaled com part. de Rihanna and Bryson Tiller | [ 5 ]  |
| 2019 | "The Middle" – Zedd, Maren Morris e Grey      | - "Better Now" – Post Malone - "Girls Like You" – Maroon 5 com part. de Cardi B - "God's Plan" – Drake - "Perfect" – Ed Sheeran | [ 6 ]  |
| 2020 | "Truth Hurts" – Lizzo                         | - "Bad Guy" – Billie Eilish - "Old Town Road" – Lil Nas X - "Señorita" – Shawn Mendes e Camila Cabello - "Sucker" – Jonas Brothers | [ 7 ]  |
| 2021 | "Blinding Lights" – The Weeknd                | - "Circles" – Post Malone - "Don't Start Now" – Dua Lipa - "Rockstar" – DaBaby com part. de Roddy Ricch - "Watermelon Sugar" – Harry Styles | [ 8 ]  |
| 2022 | "Levitating" – Dua Lipa                       | - "Bad Habits" – Ed Sheeran - "Drivers License" – Olivia Rodrigo - "Easy on Me" – Adele - "Kiss Me More" – Doja Cat com part. de SZA - "Leave the Door Open" – Silk Sonic (Bruno Mars e Anderson .Paak) - "Montero (Call Me by Your Name)" – Lil Nas X - "Peaches" – Justin Bieber com part. de Daniel Caesar e Giveon - "Positions" – Ariana Grande - "Stay" – The Kid Laroi e Justin Bieber | [ 9 ]  |
| 2023 | "Anti-Hero" – Taylor Swift                    | - "About Damn Time" – Lizzo - "As It Was" – Harry Styles - "Big Energy" – Latto - "Enemy (from the series Arcane League of Legends)" – Imagine Dragons - "First Class" – Jack Harlow - "Ghost" – Justin Bieber - "Heat Waves" – Glass Animals - "Industry Baby" – Lil Nas X e Jack Harlow - "Woman" – Doja Cat                                                                                | [ 10 ] |
| 2024 | "Kill Bill" – SZA                             | - "Calm Down" – Rema e Selena Gomez - "Creepin'" – Metro Boomin com part. de The Weeknd e 21 Savage - "Cruel Summer" – Taylor Swift - "Dance the Night" – Dua Lipa - "Fast Car" – Luke Combs - "Flowers" – Miley Cyrus - "Last Night" – Morgan Wallen - "Paint the Town Red" – Doja Cat - "Vampire" – Olivia Rodrigo                                                                          | [ 11 ] |